# Інститут астрономії Румунської академії
44°24′38″ пн. ш. 26°05′41″ сх. д. / 44.41055556° пн. ш. 26.09472222° сх. д.
Астрономічний інститут Румунської академії (рум. Institutul Astronomic al Academiei Române, англ. Astronomical Institute of the Romanian Academy) був створений у 1990 році об'єднанням трьох астрономічних обсерваторій: Бухарестської астрономічної обсерваторії, Клужської обсерваторії та Тімішоарської обсерваторії.

## Історія
Бухарестська астрономічна обсерваторія була заснована 1 квітня 1908 року згідно з указом міністра освіти та релігійних справ Спіру Харета. Ніколае Кокулеску був призначений першим директором обсерваторії. Будівельні роботи почалися в 1910 році на пагорбі Філарета в парку Кароля I на півдні міста та тривали два роки. Астрономічна обсерваторія включала головний корпус для наукових лабораторій і адміністративних приміщень і купол для телескопа. Разом з астрономічною обсерваторією була створена метеорологічна обсерваторія. У 1920 році метеорологічну обсерваторію адміністративно відокремили від астрономічної. У 1945 році астрономічна обсерваторія перейшла під управління Бухарестського університету, а в 1951 році вона перейшла під контроль Румунської академії. З 1975 по 1990 рік Астрономічна обсерваторія знову була самостійною науковою установою.
1 квітня 1990 року три румунські астрономічні обсерваторії (у Бухаресті, Клужі та Тімішоарі) були об’єднані під керівництвом однієї організації: Інституту астрономії Румунської академії. У 1990 році почалася реставрація будівель обсерваторії. У 1999 році був побудований планетарій для освітніх цілей.

### Директори
- 1908–1938: Ніколае Кокулеску[ro] (засновник обсерваторії)
- 1938–1943: Костянтин Поповічі[ro]
- 1943–1963: Георге Деметреску[ro]
- 1963–1977: Константин Драмба[ro]